# Закони на дванадесетте таблици
Законите на дванадесетте таблици (на латински: Lex Duodecim Tabularum или само Duodecim Tabulae) са писмени закони, създадени през 451-450 пр.н.е., които по-късно служат за основа на римското право.
Наричат се така, защото били записани на 12 плочи от слонова кост или мед (според Тит Ливий) и изложени на Форума – централния площад на Рим. Техният оригинален текст не е достигнал до нас, но изследователите са успели да възстановят по-голямата част благодарение на изобилието от цитати у големите римски юристи от края на Републиката и първите векове на Империята.

## История
При правораздаването преди и през 5 век. пр.н.е. магистратите, които били патриции, често злоупотребявали, като се ръководели от правни норми, които не били записани и ги прилагали както им е угодно. Това възбудило недоволството на плебеите и през 451 пр.н.е. под техен натиск, патрициите били принудени да сформират комисия от 10 души (децемвири), която да напише съдебните наредби. Те, както се твърди, изпратили делегация да изучи законодателната система на Древна Гърция, в частност законите на Солон, вероятно в гръцките колонии на южна Италия.
Първите десет закона били завършени от първия децимвират през 450 пр.н.е.. Тогава за децимвири са избрани: Апий Клавдий, Тит Генуций, Публий Сестий, Луций Ветурий, Гай Юлий, Авел Манлий, Публий Сулпиций, Публий Куриаций, Тит Ромилий, Спурий Постумий. Ето как Ливий описва тяхното създаване „...всеки трябва сам да обмисли написаното, после да го обсъди с приятели и накрая да каже кое не достига или е в повече. Тогава римският народ ще има закони, приети с общо съгласие, а не одобрение по заповед“
Оригиналните таблици са разрушени, когато Рим е изгорен през 390 пр.н.е.

## Извадки от 12-те таблици

### TABVLA I през 450-451г. В Рим
Ако някой е призован на съд, трябва да се яви. Ако не се яви, този, който го е призовал нека да потвърди (своя приказ) пред свидетели и после да го доведат насила.
Ако препятствие за явяване пред съда е болест или старост, този, който има иск срещу гражданина, трябва да му даде впряг. Ако го откаже, не е длъжен да се яви.
Само земевладелец може да бъде поръчител (при съдопроизводство) на този, който е земевладелец. За гражданин несобственик, поръчител може да бъде, който иска.
Ако призованият има спонсор или защитник той може да бъде освободен и представителя му да заеме неговото място.

### TABVLA III (Заеми)
Срещу изменник, правото на иск е винаги валидно.

### TABVLA IV (Родители и деца)
Очевидно уродливо дете трябва да бъде оставено да умре.
Ако баща продаде своя син в робство три пъти, синът трябва да бъде освободен от (властта на) баща си.

### TABVLA V (Наследяване)
Ако някой почине и няма завещание, неговия най-близък роднина (agnatus proximus) от мъжки пол става наследник. Ако няма такъв, неговата фамилия става наследник.
Ако някой полудее, неговия най-близък мъжки родственик ще придобие собственост над имуществото му. 
Ако някой се разпореди в случай на смърт със своето домашно имущество и с властта над подвластните му лица, това е ненарушимо.

### TABVLA VI (Собственост)
Ако извършващия кражба през нощта бъде убит на място, то неговото убийство ще се счита за правомерно.

### TABVLA VII (Недвижима собственост)
Незастроеното място около една сграда трябва да има ширина 2,5 фута.

### TABVLA VIII (Искове)
Ако някой счупи кост на друг с ръка или пръчка, трябва да му заплати 300 сестерции, а за роб – 150 сестерции.

### TABVLA IX (Конституционни принципи)
Забранява се да се лишават от живот без съд, който и да е човек.
Наказва се със смърт този, който подстрекава врага (римския народ към нападение на Римската държава) или този, който предаде на врага римски гражданин.

### TABVLA X (Погребения)
Мъртъв човек не може да бъде погребан или кремиран в пределите на града.
Законът забранява без съгласието на собственика да се устройва погребална могила на по-малко от 60 фута от принадлежащата му сграда.

### TABVLA XI (Брак)
Забранени са бракове между плебеи и патриции.